# Бірмінгем (Міссурі)
Бірмінгем (англ. Birmingham) — селище (англ. village) в США, в окрузі Клей штату Міссурі. Населення — 189 осіб (2020).

## Географія
Бірмінгем розташований за координатами 39°10′3″ пн. ш. 94°27′0″ зх. д. / 39.16750° пн. ш. 94.45000° зх. д. (39.167575, -94.450080).  За даними Бюро перепису населення США в 2010 році селище мало площу 1,46 км², уся площа — суходіл.

## Демографія
Згідно з переписом 2010 року, у селищі мешкали 183 особи в 75 домогосподарствах у складі 52 родин. Густота населення становила 126 осіб/км².  Було 85 помешкань (58/км²).
Расовий склад населення:
| - 94,5 % — білих - 3,8 % — корінних американців - 0,5 % — чорних або афроамериканців - 1,1 % — осіб інших рас |

До двох чи більше рас належало 0,0 %. Частка іспаномовних становила 2,7 % від усіх жителів.
За віковим діапазоном населення розподілялося таким чином: 22,4 % — особи молодші 18 років, 67,8 % — особи у віці 18—64 років, 9,8 % — особи у віці 65 років та старші. Медіана віку мешканця становила 36,8 року. На 100 осіб жіночої статі у селищі припадало 120,5 чоловіків;  на 100 жінок у віці від 18 років та старших — 111,9 чоловіків також старших 18 років.
Середній дохід на одне домашнє господарство  становив 80 525 доларів США (медіана — 69 750), а середній дохід на одну сім'ю — 95 379 доларів (медіана — 79 286). За межею бідності перебувало 8,0 % осіб, у тому числі 14,9 % дітей у віці до 18 років та 5,0 % осіб у віці 65 років та старших.
Цивільне працевлаштоване населення становило 115 осіб. Основні галузі зайнятості: освіта, охорона здоров'я та соціальна допомога — 20,9 %, виробництво — 16,5 %, будівництво — 15,7 %.